# أميرة دوتان
أميرة دوتان (بالعبرية: עמירה דותן‏)، (من مواليد 28 يوليو 1947) هي شخصية عسكرية إسرائيلية وعضو سابق في الكنيست عن كاديما.

## السيرة الشخصية
خدمت دوتان في الجيش الإسرائيلي في الفترة من 1965 إلى 1988 حيث أنهت مهنتها كرئيس لفيلق النساء برتبة عميد. في عام 1986، أصبحت أول امرأة في تاريخ الجيش الإسرائيلي تحصل على هذه المرتبة. كما حصلت على درجة البكالوريوس في العلوم السلوكية وماجستير في علم النفس من جامعة بن جوريون في النقب. عند الانتهاء من خدمتها العسكرية، شغلت منصب نائب رئيس تلك الجامعة، وكذلك في مجلس إدارة الصناعات العسكرية الإسرائيلية وفي الوكالة اليهودية.
بالنسبة لانتخابات عام 2006 في إسرائيل، انضمت دوتان إلى حزب كاديما في المرتبة 28 على قائمته لأعضاء الكنيست المحتملين. حصلت القائمة في النهاية على 29 مقعدًا، مما ضمن انتخابها.
لم تترشح دوتان في انتخابات 2009
هي أرملة وأم لثلاثة أطفال.

## روابط خارجية
- أميرة دوتان على الموقع الإلكتروني للكنيست